# 1,2,4-三氯苯
1,2,4-三氯苯（1,2,4-Trichlorobenzene）是一种卤代烃，三氯苯三种异构体之一，是一种有机溶剂。

## 生产与使用
1,2,4-三氯苯为对二氯苯氯代的唯一产物，苯氯代时根据不同条件添加剂（如硫），其可以作为主要产物。1,2,4-三氯苯为六氯环己烷消除的主要产物。
1,2,4-三氯苯还应用于合成染料和农药的前体。